# Прилуцкий, Сергей
Сергей Прилуцкий (бел. Сяргей Прылуцкі; род. 4 июня 1980, Брест) — белорусский поэт и переводчик, в настоящее время живущий в Буче под Киевом.

## Творчество
Первоначально участник множества поэтических слэм-турниров, выступал и публиковался от лица иронической литературной маски «Серёжка Пистончик» (бел. Сірошка Пістончык). В 2008 году выпустил первый сборник «Дзевяностыя forever». В 2009 году в соавторстве с Власиком Смаркачом написал книгу «Йопыты двух маладых нелюдзяў». Также занимается переводами с украинского, польского и английского языков. Среди переводимых им авторов Вислава Шимборская, Анджей Бурса и другие.
Был трёхкратным финалистом конкурса молодых литераторов Белорусского ПЕН-Центра.. С книгой «Дэгенератыўны слоўнік» был номинирован на премию Ежи Гедройца.